# Бєломорський район
Бєломорський район (рос. Беломорский район) — адміністративно-територіальна одиниця в Республіці Карелія, Російській Федерації.
Бєломорський район належить до районів Крайньої Півночі.
Адміністративний центр — місто Бєломорськ.